# Wiktoria Arciszewska
Wiktoria Jadwiga Arciszewska (ur. 15 października 1883 w Warszawie, zm. 22 grudnia 1954 w Częstochowie) – polska aktorka.

## Życiorys
Wiktoria Arciszewska urodziła się 15 października 1883 roku w Warszawie, jako córka Juliana i Anieli Szymańskiej. Po ukończeniu pensji w Warszawie, w latach 1896–1898 była chórzystką w Warszawskich Teatrach Rządowych.
W latach 1899–1916 występowała w licznych zespołach teatralnych m.in. w Sosnowcu, Krakowie, Warszawie, Kaliszu, Lublinie, Poznaniu, Tarnowie. W sezonie 1919/1920 występowała Teatrze Polskim w Cieszynie, następnie w Teatrze Narodowym w Toruniu, Teatrze Narodowym w Poznaniu i w Teatrze Miejskim w Lublinie. Od 1923 roku występowała w Grodnie, od 1926 w Sosnowcu, a w latach 1927-1928 w Grodnie. W roku 1928 została zatrudniona w Teatrze Nowości w Warszawie, a następnie w Teatrze Ludowym; w następnym roku zatrudniła się Lublinie, po czym wróciła do Warszawy, do Teatru Ateneum. Od 1931 roku ponownie występowała w Sosnowcu, a w latach 1937–1939 w Częstochowie.
Okres okupacji spędziła w Wolbromiu, po wyzwoleniu zatrudniła się w Teatrze Zagłębia w Sosnowcu, a od jesieni 1947 roku wróciła do Częstochowy. W 1952 roku przeszła na emeryturę.
Zmarła 22 grudnia 1954 roku w Częstochowie i została pochowana na cmentarzu Kule.